# لورنا سلیم
لورنا بریل سلیم (۱۹۲۸–۲۳ ژانویه ۲۰۲۱) هنرمند و معلم هنر انگلیسی بود که با جواد سلیم، مجسمه‌ساز برجسته عراقی ازدواج کرد و در سال ۱۹۵۰ به بغداد نقل مکان کرد. او تا زمان مرگش هنرمند فعال و تمرین‌کننده باقی ماند. سلیم از طریق نمایشگاه‌ها، تدریس و مشارکت فعال در گروه‌های هنری به مدت بیست سال به جامعه هنری عراق کمک کرد. پس از مرگ زودهنگام همسرش در سال ۱۹۶۱، او بخشی از تیمی بود که مسئول تکمیل کار یادبود نمادین او با عنوان «نسب الحریة» بود.

## زندگی و شغل
اگرچه لورنا سلیم عمدتاً به عنوان همسر انگلیسی جواد سلیم، مجسمه‌ساز سرشناس عراقی، شناخته می‌شد، اما خود او نیز هنرمندی مستعد و تأثیرگذار بود که همواره در زمره پیشگامان نسل هنرمندان عراقی به‌شمار می‌آمد.
لورنا که در سال ۱۹۲۸ در شفیلد انگلستان متولد شد، با دریافت بورسیه تحصیلی توانست در مدرسه هنرهای زیبای اسلید لندن به تحصیل بپردازد و در سال ۱۹۴۸ با اخذ دیپلم در رشته نقاشی و طراحی فارغ‌التحصیل شود. همین دوران بود که با جواد سلیم، هنرمند و مجسمه‌ساز عراقی که او نیز در مدرسه اسلید مشغول به تحصیل بود، آشنا شد. وی در سال ۱۹۴۹ موفق به دریافت مدرک تدریس هنر از مؤسسه آموزش دانشگاه لندن گردید.
در فاصله سال‌های ۱۹۴۹ تا ۱۹۵۰، او به تدریس هنر در مدرسه گرامر تاپتون هاوس واقع در چسترفیلد مشغول بود. در سپتامبر ۱۹۵۰، لورنا شفیلد را ترک کرد تا به جواد در بغداد بپیوندد و یک هفته پس از این سفر، این دو با یکدیگر ازدواج کردند. یک منتقد هنری عراقی در این باره چنین اظهار داشته است:
«لورنا با آمدن به عراق، زیبایی‌هایی را مشاهده کرد که تا پیش از آن هیچ‌یک از ما بدان‌ها توجه نکرده بودیم. هنرمندان دیگر نیز تحت تأثیر او، به مطالعه سنت غنی هنری پرداختند که همواره در برابر چشمان‌شان قرار داشت. تأثیر او واقعاً عمیق و ماندگار بود.»
سلیم به‌ویژه مجذوب خانه‌های سنتی عراقی واقع در حاشیه رود دجله - شامل بیت‌ها (خانه‌های مسکونی) و مضیف‌ها (ساختمان‌های نی‌ساز) - شده بود.اندکی پس از استقرار او در بغداد، شهر وارد مرحله‌ای از مدرنیزاسیون شد که طی آن بسیاری از این بناهای سنتی در معرض تخریب قرار گرفتند. او با شتاب تمام به ترسیم طرح‌هایی از این سازه‌ها پرداخت پیش از آنکه برای همیشه ناپدید شوند. روش کار او بدین صورت بود که ابتدا از یک ساختمان طراحی می‌کرد، سپس به خانه بازمی‌گشت تا نقاشی را آغاز نماید، و بار دیگر به محل بازمی‌گشت تا جزئیات دقیق‌تر را ترسیم و رنگ‌ها را ثبت کند. در فاصله سال‌های ۱۹۵۷ تا ۱۹۶۳، او موفق شد تعداد زیادی از این ساختمان‌ها و خانه‌های محلی را به تصویر بکشد.
لورنا سلیم از طریق مشارکت فعال در گروه‌های هنری مهم، نقش پررنگی در جامعه هنری عراق ایفا می‌کرد. او به عضویت انجمن هنرمندان پلاستیک عراق و همچنین گروه تأثیرگذار هنر مدرن بغداد که توسط همسرش جواد سلیم و شاکر حسن السعید پایه‌گذاری شده بود، درآمد.
سلیم آثار خود را در نمایشگاه‌های گروه هنر مدرن بغداد به نمایش گذاشت. او همچنین در طراحی غرفه عراق برای نمایشگاه بین‌المللی سال ۱۹۵۴ دمشق مشارکت داشت.
همسرش جواد سلیم در سال ۱۹۶۱ در سن ۴۱ سالگی و در اوج کار بر روی پروژه مجسمه عظیم‌الجثه‌ای به نام «یادبود آزادی» برای مرکز شهر بغداد درگذشت. پس از این واقعه، لورنا به همراه رفعت چادرجی، معمار عراقی، مسئولیت نظارت بر تکمیل این بنای نمادین را بر عهده گرفتند. طرح اولیه این بنا توسط چادرجی طراحی شده بود و او از جواد خواسته بود تا مجسمه‌های برجسته برنزی آویزان از آن را طراحی و اجرا کند
لورنا سلیم در سال ۱۹۶۱ به عنوان معلم در کالج دخترانه مشغول به کار شد و همچنین در دهه ۱۹۶۰ در دپارتمان معماری دانشگاه بغداد تحت سرپرستی محمد مکیا به تدریس طراحی پرداخت. او در مقام معلم، دانشجویانش را به طراحی سازه‌های حاشیه دجله می‌برد و به‌ویژه بر آشنایی معماران جوان با سازه‌های بومی، کوچه‌ها و بناهای تاریخی عراق تأکید داشت. این تلاش‌ها به الهام‌بخشی به نسل جدیدی از معماران انجامید که توانستند ویژگی‌های طراحی سنتی عراق را در کنار اصول معماری مدرن غربی در طرح‌های خود بگنجانند.
سلیم در سال‌های پایانی عمرش در خانه‌ای واقع در دامنه تپه‌های ولز، در میان اعضای نزدیک خانواده‌اش، به نقاشی ادامه داد (رجوع شود به: میریام جواد سلیم، دخترش، ۲۰۱۸). لورنا سلیم سرانجام در ۲۳ ژانویه ۲۰۲۱ در ولز چشم از جهان فروبست.

## پیشه
آثار او در مجموعه‌های دائمی از جمله موزه هنر مدرن متحف عرب در دوحه و جاهای دیگر نگهداری می‌شود.

## میراث
آثار لورنا سلیم در مجموعه‌های دائمی از جمله موزه هنر مدرن متحف عرب در دوحه نگهداری می‌شود. همچنین او موضوع کتابی به نام لورنا، سال‌های او با جواد سلیم نوشته انعام کچاچی است که در سال ۱۹۹۸ به زبان عربی منتشر شده است.